# Stazione di Visone
Stazione di Visone vasútállomás Olaszországban, Visone településen.

## Vasútvonalak
Az állomást az alábbi vasútvonalak érintik:
- Asti–Genova-vasútvonal

## Kapcsolódó állomások
A vasútállomáshoz az alábbi állomások vannak a legközelebb:
- Stazione di Prasco-Cremolino
- Stazione di Acqui Terme